# Xeromelecta interrupta
Xeromelecta interrupta är en biart som först beskrevs av Cresson 1872.  Xeromelecta interrupta ingår i släktet Xeromelecta och familjen långtungebin. Inga underarter finns listade i Catalogue of Life.